# 采配

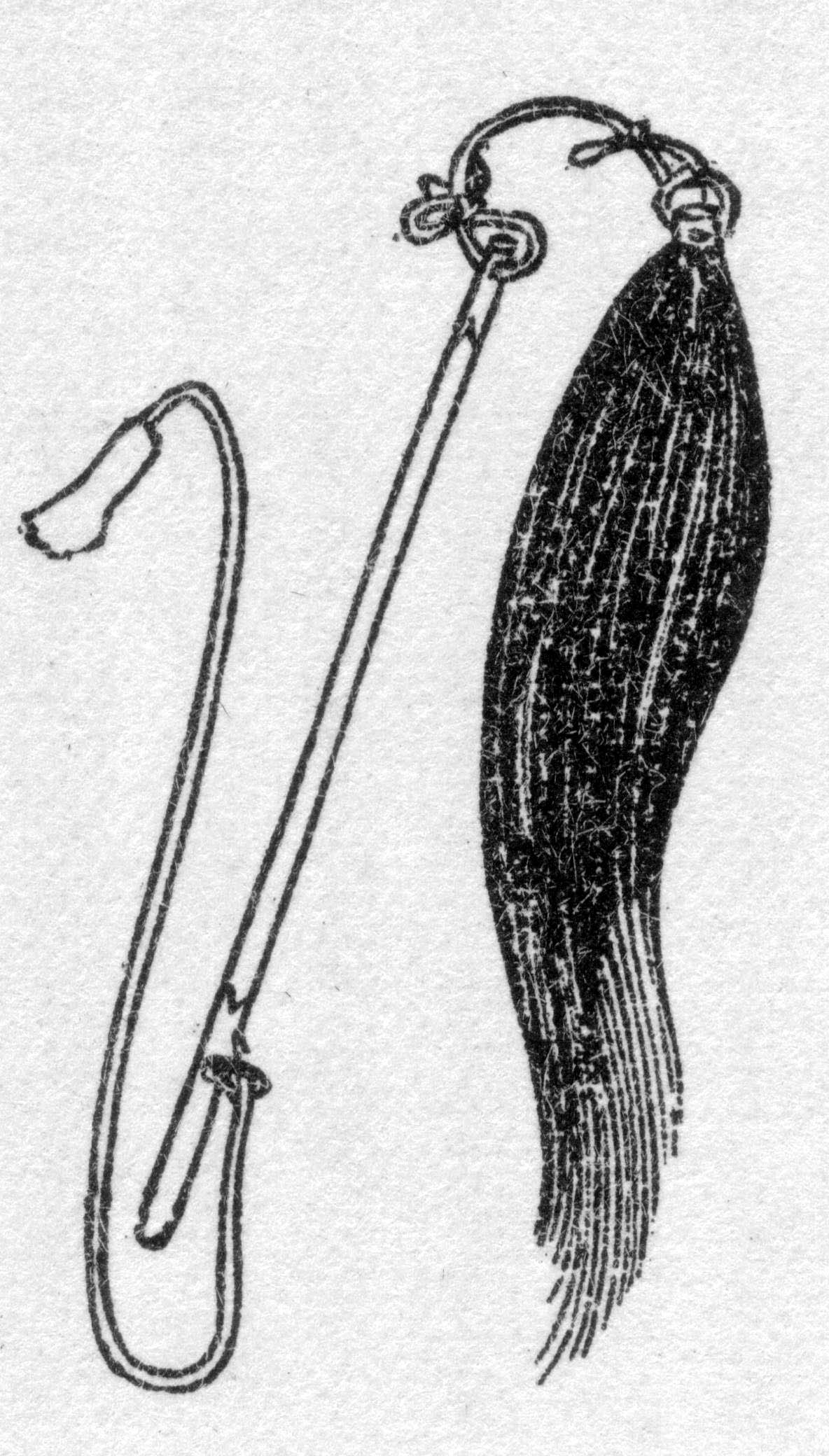
采配

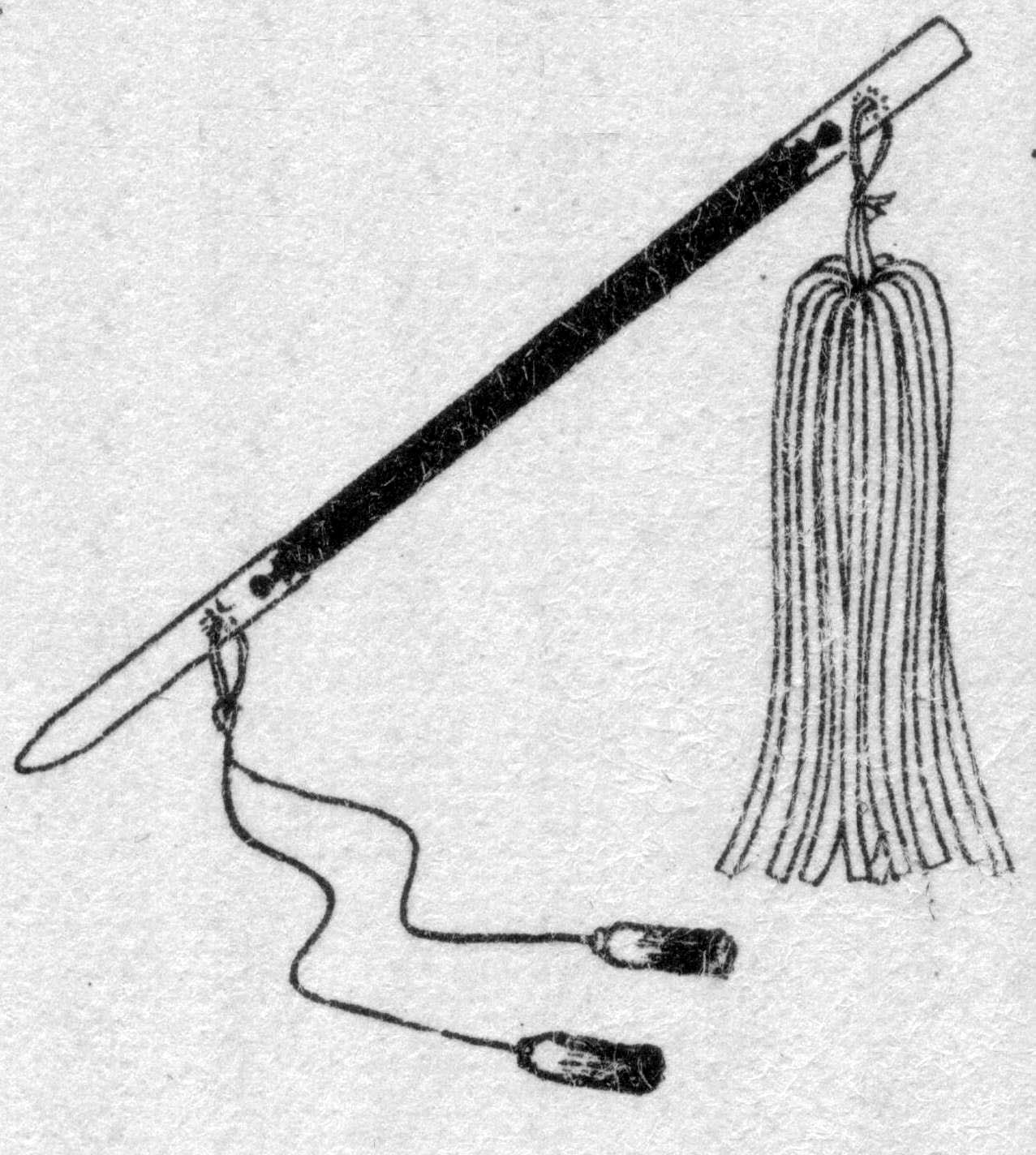
采配

采配（さいはい）とは戦場で軍勢を率いる際に用いた指揮具。1尺ほどの柄に千切りの紙片や獣毛（犛〈はぐま〉の毛という、白旄）などを細長く垂らしたもので、振って合図を送るために用いられた。

## 概要
16世紀頃から軍陣で広く使用されはじめたものと思われるが、江戸時代には形式化が進み、金箔や朱塗りなど豪華な意匠が施され威儀具としての意味合いしか持たなくなった。武将の肖像画に軍配などと並んで描かれることが多い。
起源は、鷹狩りで鷹匠が合図に用いる「麾（ざい）」、犬追物に使われた「再拝」、あるいは、入道した武将が払子を指揮具としたもの、などと言われるがはっきりしない。
現在では、指図や指揮そのものを意味することもあり、「采配をとる」、「采配を振る」などと使われる。なお新たに「采配を振るう」という言い方も起こり、文化庁は「采配を振る」が本来の言い方だとしているが、次第に「采配を振るう」が優勢になっている。